# Agyelszívás

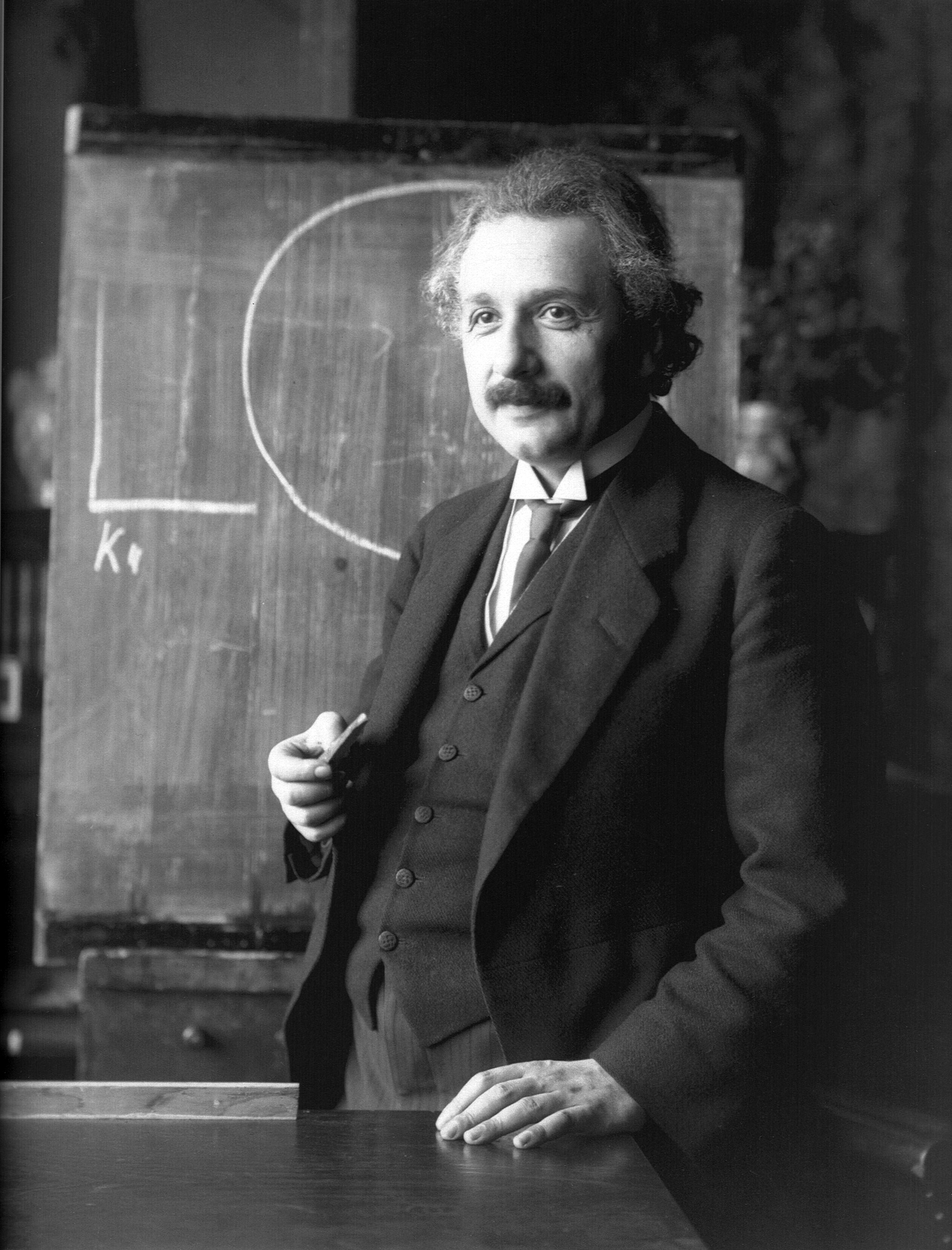
Albert Einstein elméleti fizikus, aki a nácik elől menekült az Amerikai Egyesült Államokba

Az agyelszívás (angolul Brain Drain)  kifejezés egy ország szellemi elitjének elcsábítására, a magas képzettségű szakemberek külföldre vándorlásának megnevezésére. Mind a jobb megélhetés iránti vágy, mind a szélesebb körű lehetőségek, mind a szakmai előrehaladás reménye szerepet játszik a kialakulásában.
Elsősorban az Amerikai Egyesült Államokat bírálják az agyelszívással azon 20. századi politikája miatt, amely a gazdaságilag elmaradott országokon kívül még fejlett nyugat-európai országokat is sújtott. Az agyelszívásnak is jelentős szerepe volt abban, hogy az USA szuperhatalommá nőtte ki magát.
Az agyelszívás kifejezés nem veszi figyelembe, hogy számos tudóst, szakembert nem "csábítottak" az Amerikai Egyesült Államokba, hanem hazájából - különböző politikai okok miatt - menekülni kényszerült.

## Néhány érintett magyar
A magyarok közül olyan neves tudósok kerültek ki a tengerentúlra, mint Neumann János, Teller Ede, Szent-Györgyi Albert, vagy Galamb József.